# Giornata dell'amministratore di sistema
La giornata dell'amministratore di sistema, o festa del sistemista (o altre simili varianti), è una ricorrenza annuale iniziata dal sistemista Ted Kekatos e celebrata l'ultimo venerdì di luglio in riconoscenza del lavoro dei sistemisti e di altri professionisti IT.

## Storia
La prima giornata dell'amministratore di sistema fu celebrata il 28 luglio 2000, quando Kekatos decise di istituirla traendo ispirazione da un annuncio pubblicitario di Hewlett-Packard su una rivista. Vi era rappresentato un amministratore di sistema che aveva ricevuto dai colleghi fiori e cesti di frutta in segno di ringraziamento per l'installazione delle nuove stampanti, e Kekatos aveva appunto appena installato dove lavorava diversi esemplari dello stesso modello.
Per osservare appropriatamente la ricorrenza, il sito web ufficiale della giornata del sistemista riporta diversi suggerimenti dove, tra i più comuni, figurano torte e gelati.
La giornata è celebrata anche da molte imprese legate alla cultura geek e di Internet, come O'Reilly Media, attraverso offerte speciali o concorsi. Anche diverse canzoni folk sono state scritte per onorare la ricorrenza, alcune delle quali divenute così popolari da meritare reinterpretazioni da altri interpreti.
Sebbene diversi siti web offrano biglietti di auguri elettronici per celebrare la giornata, ancora non sono stati concretizzati i tentativi di far riconoscere la festività ad Hallmark Cards, la più grande impresa statunitense di manifattura di biglietti di auguri.
La festività è riconosciuta e promossa da molte organizzazioni professionali: negli Stati Uniti, ad esempio, la League of Professional System Administrators, SAGE/USENIX e SNIPhub.